# Kanton La Beauce
Der Kanton La Beauce ist seit 2015 ein französischer Wahlkreis im Arrondissement Blois, im Département Loir-et-Cher und in der Region Centre-Val de Loire.

## Gemeinden
Der Kanton besteht aus 34 Gemeinden mit insgesamt 24.383 Einwohnern (Stand: 1. Januar 2022) auf einer Gesamtfläche von 725,08 km²:
| Gemeinde                           | Einwohner 1. Januar 2022 | Fläche km² | Dichte Einw./km² | Code INSEE | Postleitzahl |
| ---------------------------------- | ------------------------ | ---------- | ---------------- | ---------- | ------------ |
| Autainville                        | 429                      | 25,01      | 17               | 41006      | 41240        |
| Avaray                             | 680                      | 13,88      | 49               | 41008      | 41500        |
| Beauce la Romaine                  | 3.350                    | 136,51     | 25               | 41173      | 41160, 41240 |
| Binas                              | 658                      | 26,38      | 25               | 41017      | 41240        |
| Boisseau                           | 104                      | 8,06       | 13               | 41019      | 41290        |
| Briou                              | 143                      | 10,17      | 14               | 41027      | 41370        |
| Conan                              | 161                      | 15,30      | 11               | 41057      | 41290        |
| Concriers                          | 188                      | 4,84       | 39               | 41058      | 41370        |
| Courbouzon                         | 424                      | 6,41       | 66               | 41066      | 41500        |
| Cour-sur-Loire                     | 252                      | 5,40       | 47               | 41069      | 41500        |
| Épiais                             | 119                      | 8,70       | 14               | 41077      | 41290        |
| Josnes                             | 862                      | 20,63      | 42               | 41105      | 41370        |
| La Chapelle-Saint-Martin-en-Plaine | 693                      | 22,83      | 30               | 41039      | 41500        |
| La Madeleine-Villefrouin           | 32                       | 9,68       | 3                | 41121      | 41370        |
| Le Plessis-l’Échelle               | 58                       | 11,70      | 5                | 41178      | 41370        |
| Lestiou                            | 288                      | 8,29       | 35               | 41114      | 41500        |
| Lorges                             | 353                      | 13,52      | 26               | 41119      | 41370        |
| Marchenoir                         | 679                      | 9,42       | 72               | 41123      | 41370        |
| Maves                              | 680                      | 33,33      | 20               | 41130      | 41500        |
| Mer                                | 6.294                    | 26,47      | 238              | 41136      | 41500        |
| Muides-sur-Loire                   | 1.250                    | 9,15       | 137              | 41155      | 41500        |
| Mulsans                            | 514                      | 16,00      | 32               | 41156      | 41500        |
| Oucques La Nouvelle                | 1.647                    | 49,37      | 33               | 41171      | 41290        |
| Rhodon                             | 116                      | 7,12       | 16               | 41188      | 41290        |
| Roches                             | 64                       | 8,79       | 7                | 41191      | 41370        |
| Saint-Laurent-des-Bois             | 329                      | 18,32      | 18               | 41219      | 41240        |
| Saint-Léonard-en-Beauce            | 638                      | 40,66      | 16               | 41221      | 41370        |
| Séris                              | 396                      | 17,52      | 23               | 41245      | 41500        |
| Suèvres                            | 1.583                    | 36,65      | 43               | 41252      | 41500        |
| Talcy                              | 277                      | 15,21      | 18               | 41253      | 41370        |
| Vievy-le-Rayé                      | 466                      | 45,12      | 10               | 41273      | 41290        |
| Villeneuve-Frouville               | 65                       | 4,36       | 15               | 41284      | 41290        |
| Villermain                         | 388                      | 28,75      | 13               | 41289      | 41240        |
| Villexanton                        | 203                      | 11,53      | 18               | 41292      | 41500        |
| Kanton La Beauce                   | 24.383                   | 725,08     | 34               | 4101       | –            |

## Veränderungen im Gemeindebestand seit der landesweiten Neuordnung der Kantone
2017: Fusion Baigneaux, Beauvilliers, Oucques und Sainte-Gemmes → Oucques La Nouvelle
2016: Fusion La Colombe, Membrolles, Ouzouer-le-Marché, Prénouvellon, Semerville, Tripleville und Verdes → Beauce la Romaine